# レクサス・LF-S
レクサス・LF-S（The Lexus LFｰs）は2003年の東京モーターショーで発表されたコンセプトカーである。
コンセプトは「レクサスブランドの「新価値観の高級」を体現する次世代のプレミアムセダン」。

## 概要
LF-Sとは「LEXUS Future-Sedan」の略で、レクサスブランドの次世代を示すデザインスタディモデル。高級車を所有する今までの満足から、自分自身の価値基準に合った満足へと変化した消費者のニーズに対応した「L-Fitness」と呼ばれるレクサスのデザインフィロソフィーを体現したモデルとなる。 パワートレインはV型8気筒エンジンに交流モーターが組み合わされており、ハイブリッドシステムを搭載したレクサス初のコンセプトモデルとなった。また、サイドミラーの代わりにカメラを装備、気流式フロントガラス洗浄システムやセキュリティライト付きパノラマルーフ、キーレスエントリーなどのシステムも搭載している。
LF-Sのデザインは3世代目となるレクサス・GSへと受け継がれた。

## 参照
1. ↑  https://global.toyota/jp/detail/1611734
2. ↑  https://www.webcg.net/articles/-/15727
3. ↑  https://response.jp/article/2003/10/15/54688.html
4. ↑  https://lexus.jp/models/concept-cars/